# Sr. y Sra. Smith
Sr. y Sra. Smith (Mr. & Mrs. Smith en versión original) es una película estadounidense de acción y comedia de 2005 dirigida por Doug Liman, escrita por Simon Kinberg y protagonizada por Brad Pitt y Angelina Jolie.

## Trama
La película se abre con el ejecutivo de construcción John (Brad Pitt) y la representante de soporte técnico Jane Smith (Angelina Jolie) respondiendo a las preguntas durante una terapia de pareja. La pareja ha estado casada por "cinco o seis años", pero su matrimonio está sufriendo hasta el punto de que no pueden recordar la última vez que tuvieron relaciones sexuales. Ellos cuentan que se conocieron en Bogotá, Colombia, donde ambos habían ido solos, debido a que las autoridades estaban buscando a los turistas que viajan solos después de un atraco reciente, y que cuando estaban en el hotel, los dos afirmaron estar juntos para evitar ser cuestionados. Ellos rápidamente se enamoraron y se casaron. John más tarde le afirma a Jane que "se parecía a la mañana de Navidad" para él cuando se conocieron.
En realidad, John y Jane son dos asesinos expertos que trabajan para diferentes empresas, tanto entre los mejores en su campo, cada uno ocultando sus verdaderas profesiones. Jane trabaja para I-Temp Tecnology, mientras que John Smith posee una empresa de ingeniería llamada Smith Engineering, Inc. La pareja vive en una grande y remodelada casa colonial del renacimiento en las afueras y, para guardar las apariencias, socializan con sus otros vecinos ricos en fiestas respetables.
Con el tiempo, John y Jane intentan equilibrar su matrimonio aparentemente mundano - lo que ambos  encuentran después de un par de años ser cada vez más aburrido y sofocante - con sus trabajos en secreto. Cuando ambos son asignados para matar al prisionero Benjamin "El Tanque" Danz (Adam Brody) durante una transferencia en la frontera, se encuentran entre sí en el trabajo y la misión fracasa. Después de que sus respectivas compañías averiguan lo que pasó, a cada uno se le asigna eliminar al otro.
Después de hacer intentos de escalada en la vida del otro, su conflicto culmina en un tiroteo masivo que casi destruye su casa. Después de una lucha prolongada, ambos terminan con armas de fuego frente a frente, pero John se niega a disparar, viendo que sus sentimientos por Jane volvieron a resurgir y deja caer su arma. Jane también se arrepiente de intentar matar a su marido y por eso ambos se reconcilian.
A la mañana siguiente, la pareja Smith es rápidamente amenazada por sus empleadores, que ahora han unido fuerzas para eliminar a la pareja. Su mejor amigo y compañero de trabajo de John, Eddie (Vince Vaughn), rechaza una recompensa de $400.000 dólares para cada Smith (ya que no va a salir de la cama para cualquier trabajo que tenga menos de US$500.000), pero John y Jane se encuentran bajo el fuego de un ejército de asesinos. Luego de un ataque que hace explotar su casa, los Smith roban una minivan de sus vecinos, los Coleman, y con éxito destruyen a tres sedanes BMW blindados que los perseguian, a la vez que las disputas sobre sus estilos de lucha y secretos personales salen a la luz.
Después de reunirse con Eddie, los Smith deciden luchar juntos para preservar su matrimonio. Al rato secuestran a Danz de su prisión de alta seguridad con el fin de dar a sus empleadores algo que quieren más que los Smith. Danz revela que él no era más que un señuelo contratado conjuntamente por sus empleadores después de que se descubriera que los Smith estaban casados, con la esperanza de que un Smith matara al otro. John y Jane se olvidan de sus planes de contingencia separadas y deciden aliarse. En la escena de la pelea final de la película, los Smith - que ahora trabajan sin problemas juntos como un equipo - derrotan a un ataque ampliado por una gran fuerza de personal armado durante un largo tiroteo en el interior de una tienda de departamentos.
Tiempo después, los Smith se reúnen con su consejero (William Fichtner) contando lo mucho que su matrimonio ha prosperado, con John animándole a pedir una actualización sobre su vida sexual (a la que el responde con un 10).
En el final alternativo, se muestra que los Smith viajaron a Italia y tuvieron una hija que heredó sus habilidades asesinas al encontrar una pistola de juguete con la que le disparó a un muñeco que colgaba en un local del mercado callejero.

## Reparto
| Actor             | Interpretación           |
| ----------------- | ------------------------ |
| Brad Pitt         | John Smith               |
| Angelina Jolie    | Jane Smith               |
| Adam Brody        | Benjamin "The Tank" Danz |
| Vince Vaughn      | Eddie                    |
| Kerry Washington  | Jasmine                  |
| Keith David       | Padre                    |
| Angela Bassett    | Madre                    |
| Chris Weitz       | Martin Coleman           |
| Rachael Huntley   | Suzy Coleman             |
| Michelle Monaghan | Gwen                     |
| Stephanie March   | Julie                    |
| Jennifer Morrison | Jade                     |
| Theresa Barrera   | Janet                    |
| Perrey Reeves     | Jessie                   |
| Melanie Tolbert   | Jamie                    |
| William Fichtner  | Dr. Wexler (voz)         |

## Polémica
La cinta fue criticada por el Gobierno de Colombia y especialmente Bogotá por mostrar la capital como un pueblo en medio de la selva y de clima cálido húmedo. El alcalde de la época Luis Eduardo Garzón y el entonces presidente de la República Álvaro Uribe Vélez invitaron a Angelina Jolie, a Brad Pitt y los productores de la misma para que conocieran la ciudad y se dieran cuenta de su error al mostrar esa "Bogotá" ya que la ciudad se caracteriza por ser una gran metrópoli de clima frío.